# 米倉忠継
米倉 忠継（よねくら ただつぐ）は、安土桃山時代の武将。武川衆に属する。

## 生涯
兄晴継は永禄12年（1569年）薩埵峠の戦いで、父・米倉宗継は天正3年（1575年）の長篠の戦いで戦死したため、米倉氏の家督者となって武田氏に仕えた。
天正10年（1582年）3月、信長の武田征伐で甲斐武田氏が滅んだ際、織田信長が武田旧臣の召し抱えを禁じたため、徳川家康の勧めで遠江国切山に弟らと潜伏する。同年6月に本能寺の変で信長が死去し、天正壬午の乱が起きると、同志の折井次昌と共に徳川軍に合流して帰国し、後北条氏との戦いで活躍。また次昌と共に武川衆のとりまとめを命じられ、後北条氏が武川衆の取り込みを計った際には使者の中沢縫殿右衛門・中沢新兵衛を斬った。天正12年（1584年）甲斐国内で430貫文を賜る。天正13年（1585年）上田合戦では大久保忠世の与力として参戦。以後も加増を受け、天正18年（1590年）関東移封後は武蔵国鉢形で750石を領した。家督は弟の信継が継承した。